# 셸레피하역 (볼샤야 콜체바야선)
셸레피하역(러시아어: Шелепиха)은 모스크바 지하철 볼샤야 콜체바야 선과 칼리닌스코 솔른쳅스카야 선의 역이다. 2018년 2월 26일에 개장하였다.

## 지리
셸레피하 역은 모스크바 중앙 행정구역인 프레스넨스키 구역에 있다. 모스크바 국제 비즈니스 센터에서 북쪽으로 약 1.5 km 떨어져 있다. 이 역은 1900년대 초 모스크바에 흡수된 셸레피하와 셀레피킨스코예 쇼세의 옛 지명에서 이름을 따온 것이다.

## 환승
셸레피하 역에서는 모스크바 중앙 순환선의 셸레피하 역으로 접근할 수 있는 환승 허브의 일부분이다. 버스 노선뿐만 아니라 모스크바 철도의 역인 테스톱스카야 역으로 접근할 수도 있다.

## 같이 보기
- (러시아어) rosmetrostroy.ru